# São Luís (Maranhão)
Pour les articles homonymes, voir São Luís.
São Luís est une ville du Brésil et la capitale de l'État du Maranhão. Elle est située sur l'île de même nom (Upaon-açu selon l'ancien nom donné par les Indiens Tupinambas qui peuplaient la contrée, ce qui signifie « grande île »), entre les baies de São Marcos et de São José de Ribamar. Sa population s'élevait à 1 014 837 habitants lors du recensement de 2010. La population de la région métropolitaine était alors de 1 331 181 habitants (dont 163 045 pour São José de Ribamar et 105 121 pour Paço do Lumiar).
Le centre historique de São Luís a été inscrit au patrimoine mondial de l'Humanité en 1997.

## Histoire

### Présence française
São Luis est la seule capitale d'État du Brésil dont le nom soit d'origine française. La ville fut en effet fondée sous le nom de « Saint-Louis de Maragnan » lors de l'éphémère colonie française de la France équinoxiale.

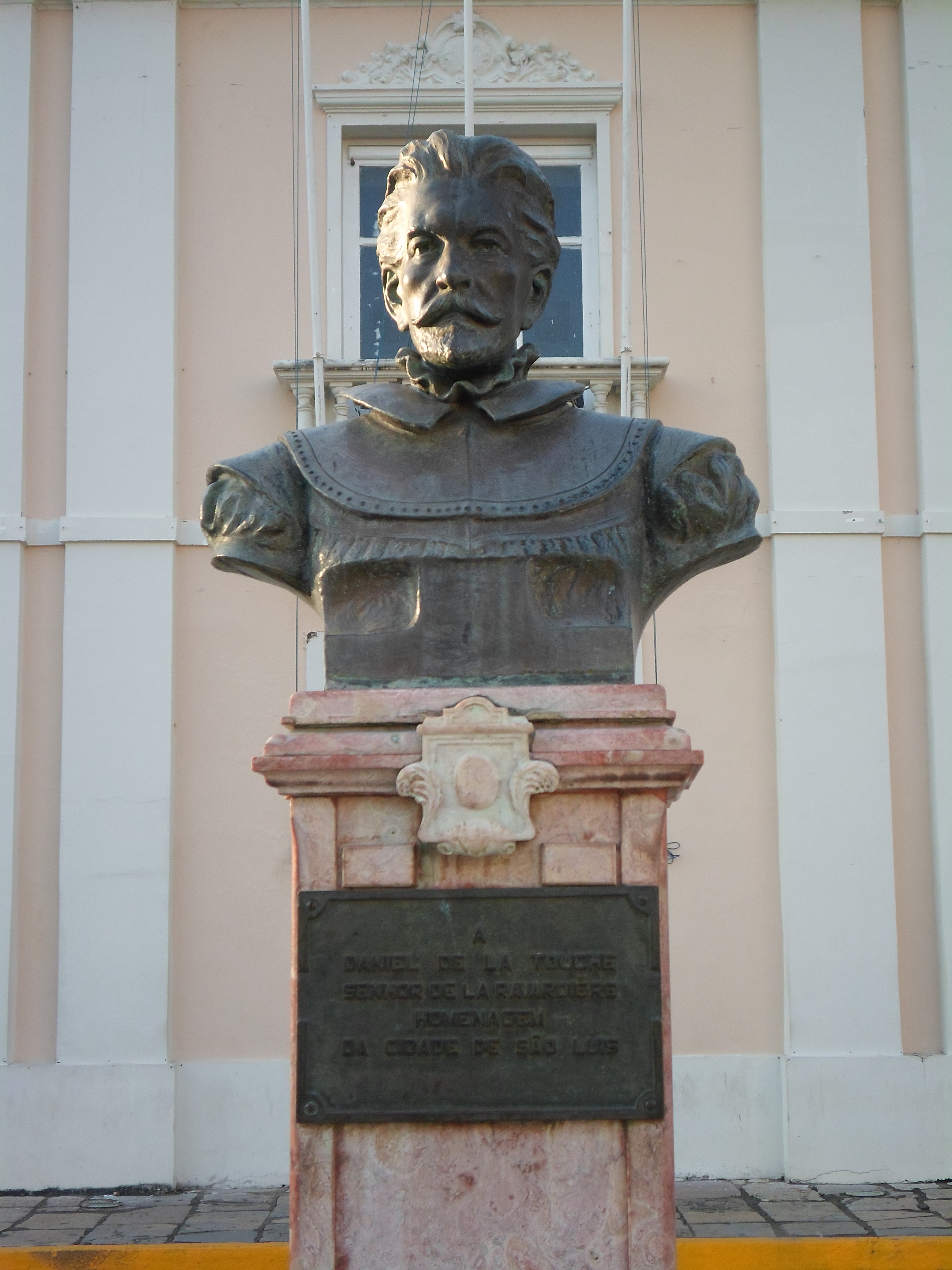
Buste de Daniel de La Touche.

Un gentilhomme de la Touraine, Charles Des Vaux, qui avait été laissé en 1594 sur la côte nord, au milieu des Indiens, par le capitaine Jacques Riffaut, rentra en France vers 1604. À la même époque, Daniel de La Touche, seigneur de La Ravardière, avec Jean Moquet, revenaient en France, après avoir fait une exploration des côtes de Guyane, et en amenant le chef indien Iapoco. En 1605, Des Vaux proposa à Henri IV de faire occuper le Maranhão. Il l'assura que les Indiens étaient désireux de recevoir les Français. Henri IV confia à La Ravardière, la mission d'aller avec Des Vaux s'assurer des dispositions des Indiens. Lorsqu'ils retournèrent en France, Henri IV était mort. La Compagnie qui devait se charger des frais de l'expédition ne put être organisée qu'en 1612, avec l'appui de la famille des Razilly. Un grand nombre de gentilshommes s'enrôlèrent.
La Ravardière, François de Razilly, seigneur des Aumels, lieutenant du roi, amiral et navigateur, et Nicolas de Harlay de Sancy, baron de La Molle et Gros Bois, furent nommés « lieutenants-généraux du roi aux Indes-Occidentales et tresses du Brésil » par la régente Marie de Médicis, qui leur accorda en même temps ses étendards et sa devise.
Quelques centaines de volontaires partirent de Cancale sur trois navires, et arrivés sur l'île de Maragnan (Maranhão), le 8 septembre 1612, ils y bâtirent le village de Saint-Louis, en l'honneur du jeune roi Louis XIII, et quatre forts.
Les Français s'allièrent aux Indiens pour résister aux Portugais qui installèrent un poste d'observation fortifié à près de 600 km à l'est, Jericoacoara (Ceará). Jerônimo de Albuquerque (pt) débarqua sur le continent près de l'île de Saint-Louis de Marangan, le 26 octobre 1614. Un retranchement fut aussitôt construit, et, quelques jours après, les Français commencèrent les hostilités en s'emparant de trois navires portugais. Mais le 19 novembre 1614, les 150 Français et les 1 500 Indiens, qui avaient attaqué le retranchement de 300 Portugais et 200 Indiens, subirent un échec. Une suspension d'armes fut signée le 27 novembre 1614, après échange d'une correspondance chevaleresque entre La Ravardière et Albuquerque. Deux envoyés français et portugais partirent pour l'Europe, mais l'année suivante, en juillet 1615, seule Albuquerque reçu des renforts et rompit la trêve. La Ravardière, abandonné de son gouvernement, capitula le 2 novembre 1615. Si 400 Français s'en retournèrent en France, un grand nombre restèrent à Maranhão.

### Épisode hollandais etXVIIIesiècle
La ville tomba aux mains des Hollandais de 1641 à 1644. À cause de ces attaques les autorités coloniales portugaises décidèrent de créer l'« État du Maranhão et du Grand Pará » (Estado do Maranhão e Grão-Pará en portugais) indépendant du reste du pays. Cette unification entre le Maranhão et le Pará durera jusqu'en 1774. À cette époque, l'économie se développa grâce aux plantations et à l'exportation de canne à sucre, de cacao et de tabac ; cela explique la prospérité de la ville à la fin du XVIIe et au XVIIIe siècle.

### XIXesiècle
Dans les années 1860, il y eut une interruption des exportations de coton vers les États-Unis, alors en pleine guerre de Sécession. Le Brésil réorienta alors les exportations de cette matière première vers le Royaume-Uni. La production du coton s'accrut fortement dans la région et la ville connut une forte expansion économique doublée d'une grande modernisation. La cité devint la troisième ville du Brésil derrière Rio de Janeiro et Salvador. Mais le commerce du coton entra en décadence à la fin du XIXe siècle, et dès-lors, la ville dut chercher d'autres moyens pour se développer.
Par ailleurs, la ville devint le siège de l'archidiocèse de São Luís do Maranhão.

## Culture
Le centre de cette ville historique date de la fin du XVIIe siècle. Elle a préservé l'ensemble d'origine de ses rues au quadrillage rectangulaire à la ressemblance des quartiers populaires de Lisbonne. En raison d'une période de stagnation économique au début du XXe siècle, un nombre important de bâtiments historiques de grande qualité ont été conservés, en faisant ainsi un exemple exceptionnel de ville coloniale ibérique.
Le centre historique de São Luís do Maranhão est un exemple exceptionnel de ville coloniale portugaise, adaptée avec succès aux conditions climatiques de l'Amérique du Sud équatoriale et ayant préservé dans une remarquable mesure son tissu urbain harmonieusement intégré à son environnement naturel.
La ville est souvent appelée l'« Athènes brésilienne » étant donné la quantité d'écrivains et de poètes qui y ont résidé au XIXe siècle et parce qu'on y parle le meilleur portugais du Brésil[réf. nécessaire]. São Luís est également qualifiée de « Jamaïque brésilienne », car la ville a le plus grand nombre d'adeptes de reggae du pays[réf. nécessaire].

## Galerie

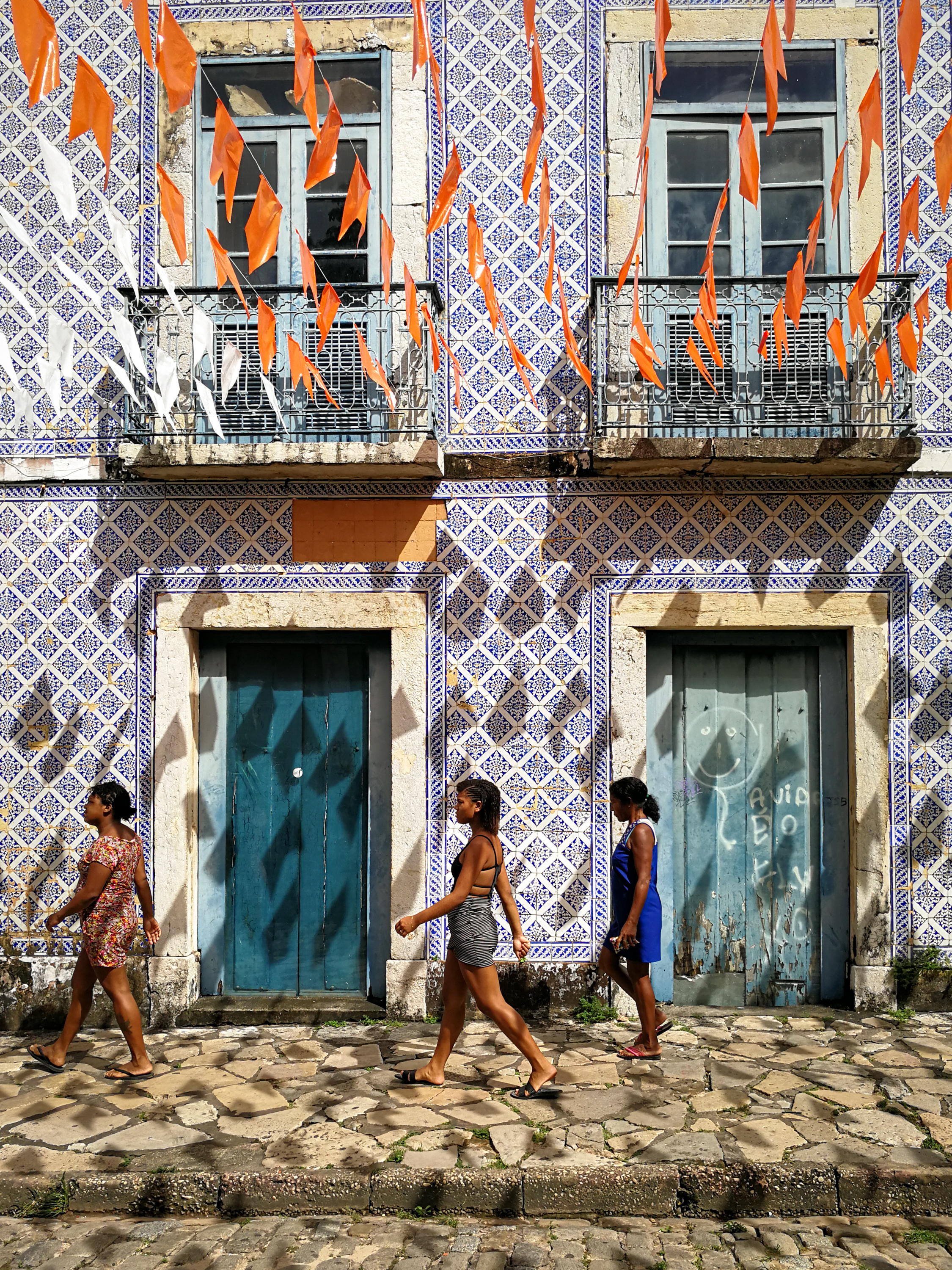
Façade d'une maison dans le centre historique avec des azulejos.
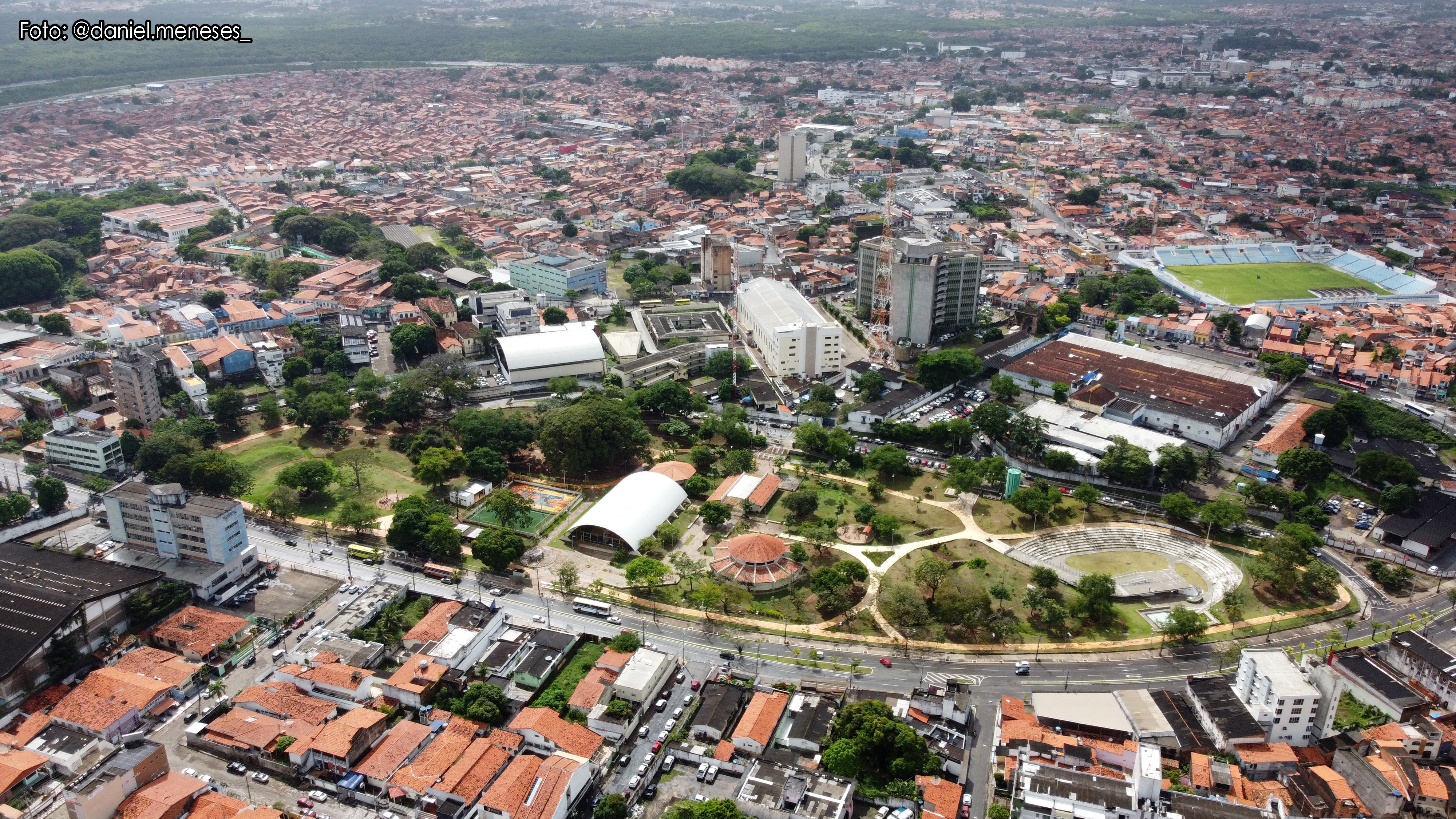
Vue aérienne du parc Bom Menino.
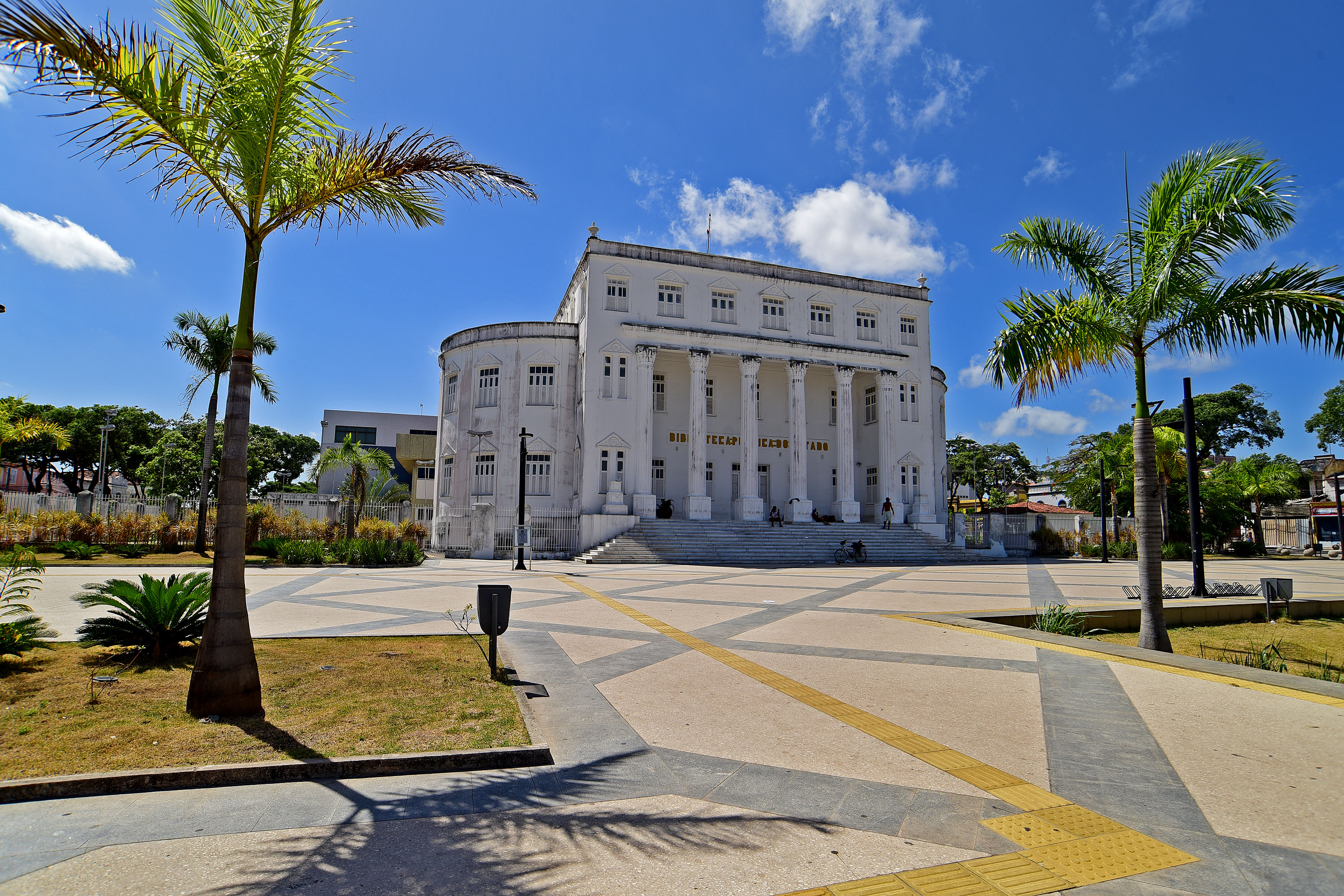
Bibliothèque Benedito Leite.
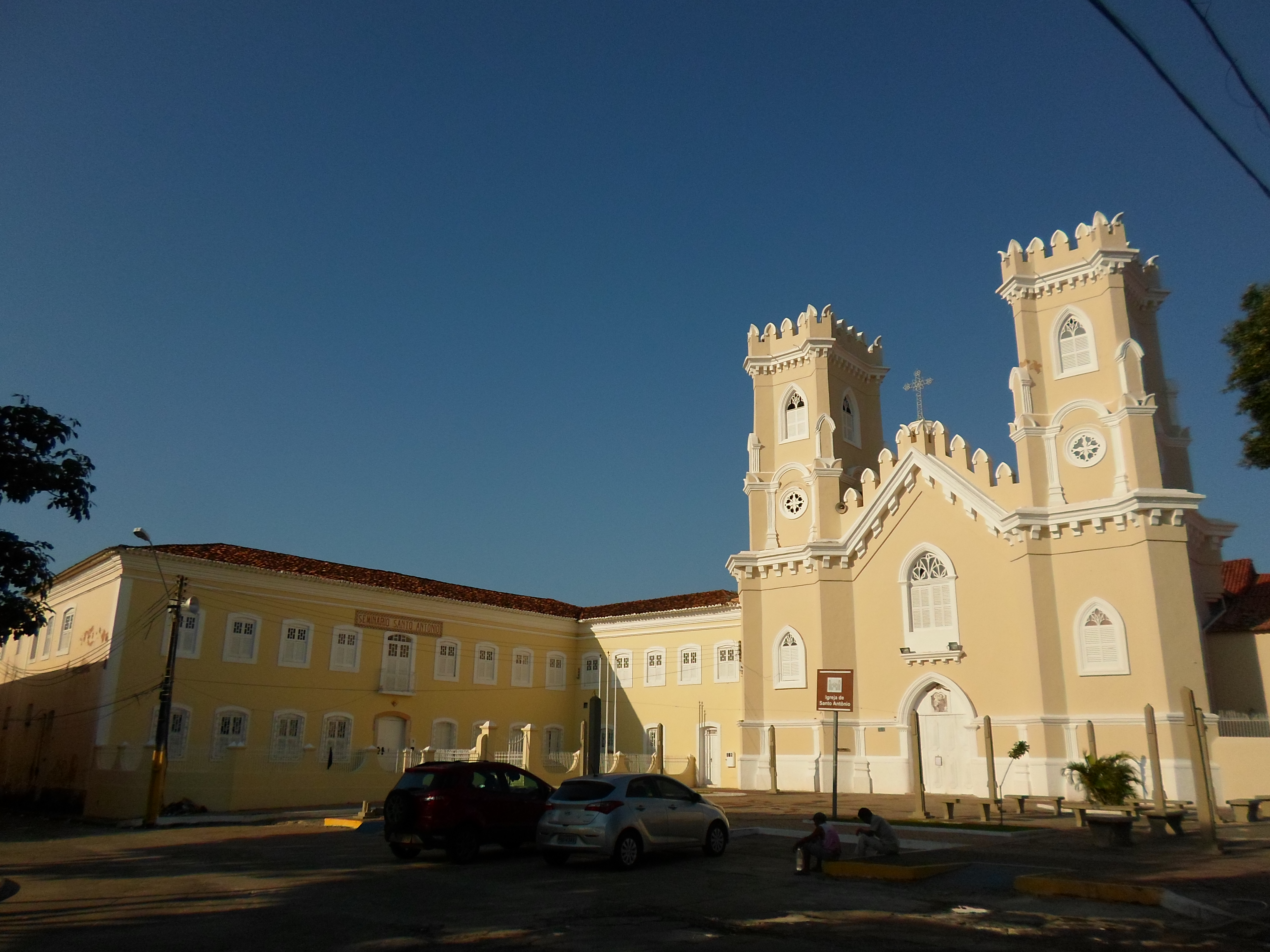
Couvent et église Saint-Antoine.
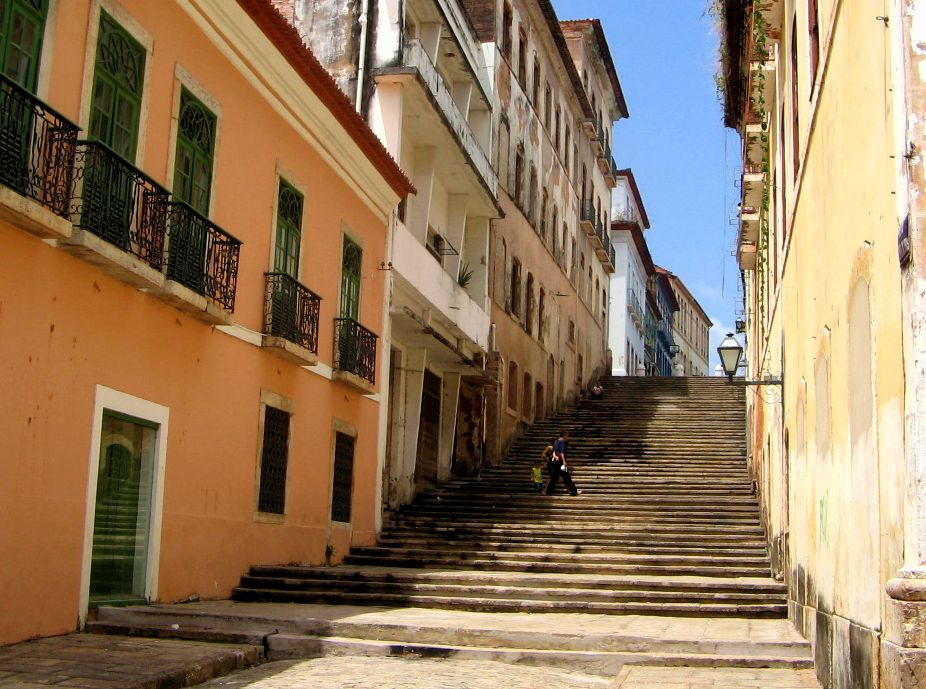
Escalier et maisons de la rue Humberto de Campos.
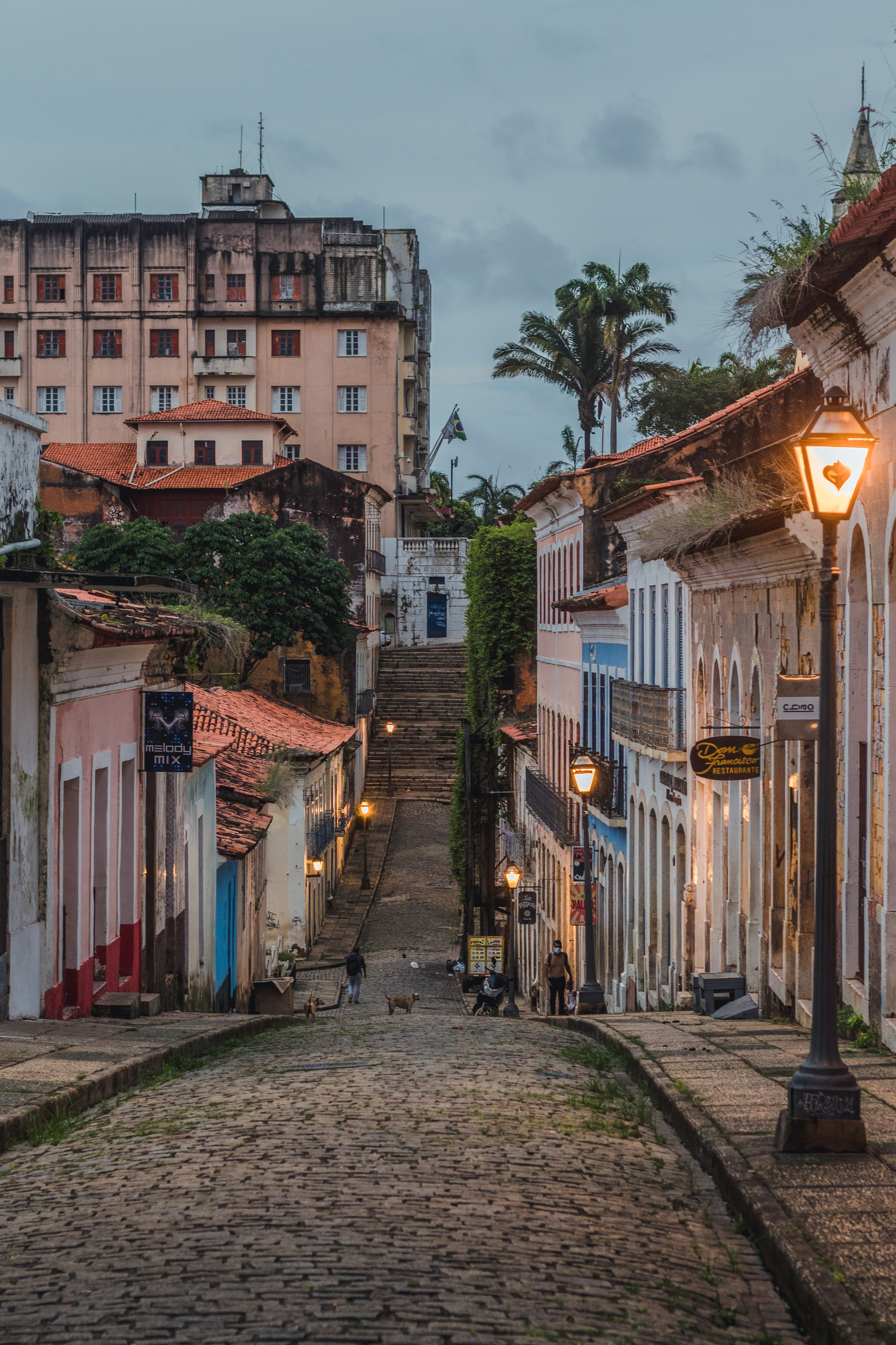
Rue do Giz, patrimoine classé.

## Sport
- Football
  - Sampaio Corrêa FC ;
  - Moto Club ;
  - Maranhão AC.

## Personnalités liées à la ville
Tania Maria ( 1948-), Chanteuse, pianiste de Jazz
- João Bráulio Muniz (1796-1835), homme politique.
- Clemer (1968-), footballeur, champion du monde en 2006.
- Rafael Leitão (1979-), Grand maître international du jeu d'échecs.
- Léo Silva (1985-), footballeur.
- Ana Paula Rodrigues (1987-), handballeuse, championne du monde en 2013.
- Caio Borralho (1993-), pratiquant de MMA.

## Jumelages
- Wuhan (Chine) depuis 2015[7]
- Tramonti (Italie) depuis 2016[8]